# Крафт Антон Вилхелм фон Йотинген-Балдерн-Катценщайн
Крафт Антон Вилхелм фон Йотинген-Балдерн-Катценщайн (на немски: Kraft Anton Graf zu Oettingen-Baldern und Katzenstein; * 8 октомври 1684 в Катценщайн, днес част от Дишинген; † 25 април 1751 в Хоен-Балдерн) е граф на Йотинген, господар на Балдерн-Катценщайн, Флохберг, Мьонхсдегинген, Ауфхаузен и Дагщул в Баден-Вюртемберг.
Той е син на Нотгер Вилхелм фон Йотинген-Балдерн-Катценщайнмм (1650 – 1693), фелдмаршал и командант на Констанц, и съпругата му фрайин Мария Сидония фон Зьотерн († 1691), наследница на Дагщул и Зьотерн, дъщеря на фрайхер Филип Франц фон Зьотерн-Дагщул († ок. 1680) и Магдалена Изабела фон Кронберг († сл. 1669). Внук е на граф Фридрих Вилхелм фон Йотинген-Катценщайн (1618 – 1677).
Баща му подновява от 1669 г. отново замък Катценщайн и го прави своя резиденция и се жени втори път на 7 юли 1692 г. във Виена за Мария Ернестина фон Йотинген-Валерщайн (1663 – 1714).
През април 1692 г. Крафт Антон става наследник на дядо си по майчина линия. След смъртта на баща му 1693 г. императорът определя на 2 септември 1698 г. граф Волфганг IV фон Йотинген-Валерщайн за негов опекун. През 1708 г. Крафт Антон поема управлението на своите собствености. Тази година селяните от Дагщул се бунтуват.
Крафт Антон фон Йотинген-Балдерн-Катценщайн умира на 66 години на 25 април 1751 г. в Хоен-Балдерн и е погребан в Кирххайм.

## Фамилия
Крафт Антон фон Йотинген-Балдерн-Катценщайн се жени на 10 февруари 1709 г. в Ашафенбург за Йохана Елеонора Мария фон Шьонборн-Буххайм (* 2 юли 1688, Майнц; † 12 февруари 1763 в замък Балдерн), дъщеря на Мелхиор Фридрих фон Шьонборн-Буххайм (1644 – 1717) и фрайин Мария Анна София фон Бойнебург (1652 – 1726). Те имат 17 деца:
- Лотар Франц Лудвиг Йозеф Нотгер Мария (* 9 декември 1709, Майнц; † 5 септември 1780, Елванген), граф на Йотинген-Балдерн, господар на Зьотерн
- Ернст Фридрих Карл Йозеф Ксавер (* 5 септември 1711, Балдерн; † 14 февруари 1714)
- Филип Карл Игнац Франц (* 15 октомври 1712, Балдерн; † 30 май 1787, Айхщет), граф на Йотинген-Балдерн, господар на Зьотерн
- София Мария Анна (* 28 декември 1713, Балдерн; † 19 януари 1787, Торен)
- Анна Каролина Мария Терезия (* 6 февруари 1715; † 10 август 1716, Балдерн)
- Лудовика Йохана Мария Анна (* 1 април 1716, Балдерн; † 10 август 1716, Балдерн)
- Йохана Вилхелмина Валбурга Йозефа (* 18 юли 1717, Балдерн; † 11 август 1718, Балдерн)
- Йозеф Франц Хуго Георг Нотгер (* 28 юни 1717, Балдерн; † 1 февруари 1721, Балдерн)
- Йозеф Антон Дамиан Алберт (* 4 март 1720, Балдерн; † 20 април 1778, Дагщул), граф на Йотинген-Балдерн и Йотинген-Катценщайн, женен I. на 30 април 1761 г. за принцеса Елизабет Рудолфина фон Шварцбург-Зондерсхаузен (1731 – 1771), II. на 11 май 1772 г. за графиня Мария Антония фон Валдбург-Цайл-Вурцах (1753 – 1814); всичките му деца са от втория брак
- Мария Анна Елизабет Елеонора Кристина (* 10 март 1721, Балдерн; † 20 юли 1749, Елванген)
- Фридерика Шарлота Валбурга Анна Мария Йозефа (* 31 юли 1722, Балдерн; † 22 юли 1724, Балдерн)
- Йохан Непомук Фридрих Мелхиор (* 6 януари 1724; † 2 август 1746, Балдерн)
- Франц Фридрих Вилхелм Нотгер Йозеф (* 8 декември 1725, Балдерн; † 14 януари 1798, Балдерн)
- Фердинанд Филип Нотгер Йозеф (* 24 юли 1727; † 17 май 1728)
- Шарлота Юлиана Терезия Мария Анна Валбурга Йозефа (* 25 октомври 1728, Балдерн; † 2 януари 1791, Маркт Бисинген), омъжена на 21 февруари 1746 г. в Хоен-Балдерн за втория си братовчед граф Филип Карл Доминик фон Йотинген-Валерщайн (1722 – 1766)
- Мариана Йозефа Валбурга (* 14 ноември 1729; † 7 декември 1729)
- Йозеф (*/† 19 март 1731)